# 25 décembre dans les chemins de fer
25 novembre 25 janvier
Chronologies thématiques
- Croisades
- Sports
- Disney

Cette page concerne les événements qui se sont déroulés un 25 décembre dans les chemins de fer.

## Événements

### XIXesiècle
- 1851. Chili : Inauguration de la ligne Copiapó-Caldera, première ligne chilienne et du continent sud-américain